# Hexatoma argentina
Hexatoma argentina là một loài ruồi trong họ Limoniidae. Chúng phân bố ở vùng Tân nhiệt đới.